# Omagh
Omagh (iriska: An Ómaigh) är traditionell huvudort (och största stad) i Tyrone i Nordirland, belägen där floderna Drumragh och Camowen möts för att forma Strule. Staden har 22 182 invånare, och ytterligare omkring 28 000 bor i det tidigare distriktet Omagh (2006). Sedan 2015 ligger staden i distriktet Fermanagh and Omagh. Omagh var även huvudort för distriktet. Staden blev huvudort i grevskapet runt 1768 då den tog titeln från Dungannon. Det sägs att staden har sitt ursprung från ett kloster grundat år 792, vilket gör den till en av de äldsta städerna på Irland.
Staden ligger nästan i mitten av Ulster.
Omagh ligger omkring 30 minuter (bilväg) från gränsen mellan Nordirland och Republiken Irland. Stadens vänort är L'Haÿ-les-Roses i Frankrike.

## Historia
Omagh grundades som stad år 1610, nästan 150 år efter grundandet av det franciskanska klostret i staden. Den fungerade som tillflyktsort för flyktingar från det östra Tyrone under rebelltiden år 1641. År 1689, samma år som slaget vid Boyne anlände Jakob II till Omagh, på väg till Derry. Vilhelm III:s, prins av Oranien, anhängare brände ner staden.
År 1768 ersatte Omagh staden Dungannon som huvudort för Tyrone. Omagh fick järnvägskoppling till Derry år 1852, Enniskillen år 1853 och Belfast år 1861. Militärkaserner byggdes 1881 och åtta år senare, 1899, öppnades Tyrone County Hospital i staden. Idag är sjukhuset nedläggningshotat och stora protester mot detta förs. Ulster Transport Authority stängde Omagh-Enniskillenjärnvägslinjen 1957 och Portadown-Derrylinjen 1965, vilket gjorde att staden blev utan järnväg. Det har sagts (år 2005 och igen 2006) att militärkasernerna ska stängas före den 1 augusti 2007.
Kända besökare i Omagh inkluderar den amerikanska presidenten Bill Clinton, Irlands president Mary McAleese och den brittiska drottningen Elizabeth II.

### Bombattentatet i Omagh
Omagh fick internationellt fokus i media den 15 augusti 1998 då Verkliga IRA sprängde en bilbomb i stadens centrum. 29 människor dödades vid attentatet – fjorton kvinnor, nio barn och sex män, samt ofödda tvillingar. Hundra fler skadades som följd av smällen.

### Översvämningar
Omagh har en historia med flodöversvämningar sedan översvämningarna år 1909, 1929], 1954, 1969, 1987 och 1999. Som resultat av detta byggdes murar för att tvinga vattnet kvar i kanalen (Strulefloden). Stora områden på landet är också olämpliga för bebyggelse, framför allt runt meanderna, och blev istället plats för stora grönområden, promenadvägar och parker.

## Demografi
Staden hade enligt folkräkningen 2001 totalt 19 910 invånare varav 24,8% var under sexton år, 14,9% var över 60 år. Medelåldern blev därmed 34 år, omkring två år lägre än i hela Nordirland. Av invånarna var 48,9% män och 51,1% kvinnor. 68,2% kom från katolsk bakgrund, och 29,5% var protestanter eller annan kristen grupp. 13,8% av invånarna föddes utanför Nordirland och 1,2% tillhörde en icke-vit etnisk grupp.

## Klimat
Omagh har oftast varma somrar och milda vintrar. Nederbörden är ganska konstant och kommer året om. Omagh, som är ett landsområde, har mer extremt klimat än kuststäderna. Under sommaren kan dagstemperaturen skifta mellan runt 15°C till 25°C med varma dagar då temperaturen kan stiga till 27°C eller högre. Temperaturer som passerar 28°C inträffar omkring en eller två gånger per år, ibland kommer det inte alls, och vissa gånger (vågorna under 1995, 2003 och 2006) kan den ligga över 28°C flera dagar i flera veckor. Nattemperaturen ligger oftast mellan 8°C och 14°C på sommaren. Dock har högre siffror, som runt 20°C rapporterats. Sommartemperaturerna har ökat under de senaste åren, och nederbörden har minskat under dessa månaderna. Åskoväder är ganska sällsynta, även om de inträffar, oftast mellan juni och augusti.
Under vintern brukar dagarna ofta vara molniga och milda (och ofta fuktiga) eller soliga och lite varmare. Snö är ganska vanligt (speciellt vid bergen) och brukar falla runt december till februari. Det har även inträffat att snön kommit under november och stannat så sent som till maj. Vissa mildare dagar kan temperaturerna ligga runt 9°C till 12°C. Vid kallare dagar kan temperaturen dock ligga runt 2°C till 3°C eller under 0°C på dagarna för att sedan falla till natten. Temperaturen på nätterna brukar ligga runt -7°C, med den högsta mätta temperaturen gjordes i december 1995 med -17,6°C. Lufttemperaturen mättes till -19,4°C och är den kallaste lufttemperaturen uppmätt på Irland.
|                                   | jan | feb | mar | apr | maj | jun | jul | aug | sep | okt | nov | dec | År   |
| --------------------------------- | --- | --- | --- | --- | --- | --- | --- | --- | --- | --- | --- | --- | ---- |
| Medeldagstemperatur (högsta) (°C) | 9   | 10  | 12  | 14  | 17  | 20  | 23  | 22  | 18  | 16  | 11  | 10  | 15.2 |
| Medeldagstemperatur (lägsta) (°C) | -3  | -2  | -1  | 1   | 4   | 6   | 9   | 8   | 6   | 3   | 0   | -1  | 2.5  |
| Medelnederbörd (mm)               | 90  | 70  | 80  | 60  | 70  | 70  | 60  | 90  | 80  | 100 | 90  | 90  | 950  |
| Källa: Yahoo! Weather             |     |     |     |     |     |     |     |     |     |     |     |     |      |

## Transport

### Kollektivtrafik
Många bussar servar Omagh med resten av Tyrone och övriga Irland (både Nordirland och Republiken Irland). Huvudsakligen finns det två bussföretag: Bus Éireann och ulsterbus. Det finns också bussförbindelser till huvudstäderna Belfast och Dublin från Omagh.
Staden har ingen tågtrafik då linjen mellan Portadown och Derry stängdes år 1965. Det finns hopp om att Omagh ska bli en transporthub igen runt 2050. Det har föreslagits att tåglinjen ska öppnas till Belfast via Portadown, och även en linje mellan Derry och Limerick via Omagh.
Det finns stadsbussar i staden som kör dagligen, och en nattbuss som endast kör på helger. Bussarna kör även till stadens förorter.

## Vägförbindelser
Omagh är sammankopplad med resten av Irland genom ett system med motorvägar och riksvägar.
De största vägarna till och från Omagh är:
- A32 (Omagh - Enniskillen - Ballinamore (blir N87 vid gränsen)
- A5 (nordgående) (Omagh - Strabane - Derry)
- A5 (sydgående) (Omagh - Monaghan - Ashbourne - Dublin (blir N2 vid gränsen)
- A505 (Omagh - Cookstown)
- B4 (Omagh - Carrickmore)
- B48 (Omagh - Gortin)

Det finns inga motorvägar eller bilvägar med två körfält i varje riktning separerade med barriärer i mitten. Det finns planer från både Nordirland och Republiken Irlands regeringar att uppgradera hela N2/A5 (Dublin - Derryvägen) till antingen motorväg eller en bilväg med två körfält i varje riktning.

## Kända personer
- Gerald Grosvenor, 6:e hertig av Westminster
- Jimmy Kennedy – låtskrivare
- Linda Martin – sångare
- Sam Neill – skådespelare